# Psyrana yaeyamaensis
Psyrana yaeyamaensis är en insektsart som beskrevs av Ichikawa 2001. Psyrana yaeyamaensis ingår i släktet Psyrana och familjen vårtbitare.

## Underarter
Arten delas in i följande underarter:
- P. y. yaeyamaensis
- P. y. iriomoteana
- P. y. terminalis